# Lee Ingleby
Lee Ingleby (født 28. januar 1976 i Burnley, Lancashire England) er en engelsk skuespiller. Han er bedst kendt for sin rolle som konduktøren Stan Shunpike i Harry Potter og Fangen fra Azkaban fra (2004).